# Viscount Mountmorres
Viscount Mountmorres, of Castlemorres in the County of Kilkenny, ist ein erblicher britischer Adelstitel in der Peerage of Ireland.

## Verleihung und Geschichte des Titels
Der Titel wurde am 29. Juni 1763 für den irischen Politiker Hervey Morres, 1. Baron geschaffen. Bereits am 4. Mai 1756 war ihm in der Peerage of Ireland der fortan nachgeordnete Titel Baron Mountmorres, of Castlemorres in the County of Kilkenny, verliehen worden.
Sein Sohn, der 2. Viscount, erbte 1795 von seinem entfernten Verwandten Sir Nicholas Morres, 9. Baronet (um 1710–1795), dessen am 28. März 1631 in der Baronetage of Ireland geschaffenen und fortan ebenfalls nachgeordneten Titel Baronet, of Knockagh in the County of Tipperary. Dessen Halbbruder, der 3. Viscount, änderte 1815 seinen Familiennamen von „Morres“ zu „de Montmorency“. Beim Tod von dessen Urenkel, des 7. Viscounts, am 15. Oktober 1951 erloschen die Viscountcy und die Baronie, während die Baronetcy an seinen entfernten Verwandten Hervey Angus de Montmorency (1888–1959) als 16. Baronet ging.

## Liste der Viscounts Mountmorres (1763)
- Hervey Morres, 1. Viscount Mountmorres (um 1706–1766)
- Hervey Morres, 2. Viscount Mountmorres (um 1743–1797)
- Francis de Montmorency, 3. Viscount Mountmorres (1756–1833)
- Hervey de Montmorency, 4. Viscount Mountmorres (1790–1872)
- William de Montmorency, 5. Viscount Mountmorres (1838–1880)
- William de Montmorency, 6. Viscount Mountmorres (1872–1936)
- Arthur de Montmorency, 7. Viscount Mountmorres (1879–1951)